# 사채꾼 우시지마 (영화 시리즈)
《사채꾼 우시지마》는 마나베 쇼헤이 의한 일본의 만화 《사채꾼 우시지마》를 원작으로 한 일본의 영화 시리즈.

## 제1작 (Part1)
원작〈갸루 오 군〉과 〈만남 카페 군〉의 일화가 바탕이 되고있다.

### 캐스팅
- 우시지마 카오루: 야마다 타카유키
- 스즈키 미코[2]: 오오시마 유코(AKB48)
- 오가와 쥰: 하야시 켄토[2]
- 타카다: 사키모토 히로미
- 에자키: 야베 쿄스케
- 오쿠보 치아키: 카타세 나나[3]
- 이노마타: 오카다 요시노리
- 우에하라: 무로 츠요시
- 네기시 유타 (네시): 스즈노스케
- 마이탄 (마이): 사카노우에 아사미
- 니시오 변호사: 카네다 아키오
- 이시즈카 미노루 (부타즈카): 테즈카 미노루
- 하야마 토모코 (모코): 키자키 제시카
- 우치다: 우치다 슌기쿠
- 아키토: 이치하라 하야토[4]
- 스즈키 후미에: 쿠로사와 아스카
- 이케멘고렌쟈이: 이데 타쿠야(료가-Ryoga-),  쿠도 다이키(Da-iCE),  하나무라 소타(Da-iCE),  모리사키 윈(PrizmaX),  시미즈 다이키(PrizmaX)
- 니쿠마무시: 아라이 히로후미

### 주제가
- Superfly〈The Bird Without Wings〉[5](워너 뮤직 재팬)

### 이미지 송
- Superfly〈No Bandage〉(워너 뮤직 재팬)

## 제2작 (Part2)
스토리 적으로는 원작의 〈양키 군〉편을 기반으로 한 영화 독자적인 준비를 전개된다.

### 캐스팅
- 우시지마 카오루: 야마다 타카유키
- 이누이: 아야노 고
- 타카다: 사키모토 히로미
- 츠카자키: 야베 쿄스케
- 마야: 쿠보테라 미즈키
- 카가 마사루: 스다 마사키
- 아이자와 코지: 나카오 아키요시
- 카미사키 레이: 쿠보타 마사타카
- 에비누마: 야기라 유야
- 아이자와 아케미: 키나미 하루카
- 후지에다 사이카: 카도와키 무기
- 사이바라 아카네: 타카하시 메리준
- 무라이: 마키타 스포츠
- 다이세이: 아이바 히로키
- 나오키: 오치아이 모토키
- 유키미: 모토카리야 유이카
- 쿠마쿠라의 형님: 미츠이시 켄

기타
- 거짓말 충치 / 시모무라: 바카리즘
- 사토나카 미나코: 오오쿠보 카요코
- 히노 마키코: 기무라 미도리코
- 마루야마 미츠오 = 아메오토코(雨男): 히라타 미노루
- 하야마 토모코 / 모코 / 모나코: 키자키 제시카
- 닭 꼬치 가게 주인: 이토 마사유키
- 호스트 클럽의 소유자 케이지: 토쿠야마 히데노리
- 켄스케: 야마다 켄타
- 진: 쿠로키 타츠야
- 소년A(15): 니시모토 긴지로
- 소년B(14): 하타케야마 시온
- 소년C(12): 오사키 키루
- 소년D(15): 이타가키 미즈키
- 마사루의 어머니 미도리: 야시키 히로코
- 납치 된 남자: 무라오 토시아키
- 납치 된 여자: 와카이 나오코
- 아이자와 연합의 잔당: 데쿠라 슌스케, 츠치야 쿄헤이, 다카하시 료헤이, 미야지마 사부로, 후지오카 노부아키
- 아야카의 아버지: 아시카와 마코토
- 아야카의 어머니: 미나미 나미
- 아야카의 언니: 오시마 나기사
- 와카코 회 타도코로: 이쿠시마 유키
- 와카코 회 히라이: 사사키 잇페이
- 와카코 회 마루야마: 쿠로이시 고교
- 현장 감독: 세키자와 타테토
- 특선! 식히고 카레를 설명하는 여자: 후쿠다 유코
- 쓰레기 취급을당하는 노동자들: 세시오, 하루키 세이, 카토 마사토, 타카하시 카즈키, 야마다 쇼타, 오타 나오토, 스가와라 신이치, 오가와 타츠야, 나가사와 레몬
- 호스트 클럽의 소유자 요시츠구: 토쿠야마 히데노리
- 타이세이: 아이바 히로키
- 카즈토: 키미지마 마야
- 쇼고: 카와쿠보 타쿠
- 료마: 니이쿠라 켄타
- 하야테: 쿠시마 쇼
- 레이의 어머니 세츠코: 마루키 미유키
- 호스트 클럽의 매니저: 나카무라 유키
- 아키: 안즈 사유리
- 후토캬쿠 이브: 요시카와 마리아
- 내가 안을? 무츠미: 스즈키 치에
- 히데코: 요시다 아사미
- 데리헤루 양 아스나: 쿠니타케 아야
- 후토캬쿠 마키코의 부하들: 야마구치 마이카, 테라다 나오코
- 다이세이의 후토캬쿠 (에이스 급): 호시노 미호
- 섹시한 여자: 미즈노 유카리
- 마루야마 미츠오 (아메오토코): 히라타 미노루
- 놀라움 외치는 바니 걸: 스즈키 사키
- 채무자(아이아이): 토모마츠 사카에
- 아이아이의 아내: 후지쿠라 미노리
- 아카네의 노예 군들: 니시무라 노부히로, 타니모토 미네
- 거짓말 충치 시모무라 아내: 고토 유우미
- 통장 업체: 후지카와 토시오
- AV 현장: 나카무라 마사타카, 하시모토 토시
- 찻집 짜증나 선배 점원: 마츠모토 코시로
- 찻집 종업원: 소마 유키미
- 찻집의 손님: 시미즈 카즈아키
- 만남 계 손님: 니시무라 유세이
- 빚 투성이의 보험 원의 아줌마: 야나기하라 쥰코
- 섹시한 여자 동반: 오하시 토모카즈
- 라면 통 카즈 군: 미즈노 나오시
- 카즈 군을 데려 치히로: 시라이시 이토
- 마사루의 동반 여자들: 마츠나가 히로코, 요코마치 모모코
- 기타: 오자와 렌, REITO, 나츠메, 코바야시 료, 이마후쿠 토시키, 야마토 코타, 이노우에 코스케, 쿠로노 마코토, KEI, 소난 겐조, 니시키도 리에, 마츠자키 유메, 하스미 쿠레어, 타치바나 히나타, 마이사키 미쿠니, 타마나 미라, 오사키 미카, 헨미 마이

### 주제가
- Superfly〈Live〉[8](워너 뮤직 재팬)

### 이미지 송
- Superfly〈만화경과 나비〉(워너 뮤직 재팬)

## 제3작 (Part3)
원작의 〈프리 에이전트 군〉과 〈중년 직장인 군〉의 일화가 바탕이 되고있다.

### 캐스팅
- 우시지마 가오루: 야마다 타카유키
- 이누이: 아야노 고
- 타카다: 사키모토 히로미
- 츠카자키: 야베 쿄스케
- 모네: 모가미 모가
- 사이바라 아카네: 타카하시 메리준
- 무라이: 마키타 스포츠
- 사와무라 신지: 혼고 카나타
- 아소 리나: 시라이시 마이
- 텐죠 카케루: 하마노 켄타
- 카모 마모루: 후지모리 싱고
- 하나하스: 가케이 미와코
- 싱코짱: 마에노 토모야
- 키요사카 마코토: 야마다 유키
- 소카베: 미즈사와 싱고
- 카리베: 츠키미소 신짱
- 모에코: 사쿠라 유라
- 바쿠키: 야노 마사토

### 주제가
- Superfly〈마음의 갑옷〉

## 제4작 (Part4)

### 캐스팅
- 우시지마 가오루: 야마다 타카유키
- 이누이: 아야노 고
- 타카다: 사키모토 히로미
- 츠카자키: 야베 쿄스케
- 모네: 모가미 모가
- 사이바라 아카네: 타카하시 메리준
- 무라이: 마키타 스포츠
- 타케모토 유키: 나가야마 켄토
- 가쿠토 하지메: 안도 마사노부
- 가쿠토 지로: YOUNG DAIS
- 가쿠토 산조: 마미야 쇼타로
- 코모토 나오토: 타이가
- 사카키바라: 모로 모로오카
- 아야메: 아마츠카 모에
- 아무: 마노 에리나
- 마리코: 마토부 세이

### 주제가
- Superfly〈Good-bye〉

### 이미지 송
- Superfly〈천상천하유아독존〉